# Konstanški Münster
Konstanški Münster ali Münster Naše ljube Gospe je bila do 13. avgusta 1955 manjša bazilika v Konstanci ob Bodenskem jezeru. Izraz Münster, ki je še vedno v uporabi, izvira iz latinskega izraza monasterium za samostan ali duhovno skupnost. Zavetnica nekdanje škofovske cerkve sta Devica Marija in zavetnika nekdanje konstanške škofije Pelagij in Konrad  Konstanški.
Cerkev sega v zgodnje čase škofije okoli leta 600 našega štetja in je bila prvič omenjena v dokumentu leta 780. Münster je bil dobrih dvanajst stoletij stolnica škofov v Konstanci in je služil kot sejna dvorana koncila v Konstanci (1414-1418). Od razpustitve škofije leta 1821 se je Münster uporabljal kot katoliška župnijska cerkev.
Arhitekturno je obstoječa stavba ena največjih romanskih cerkva v jugozahodni Nemčiji, triladijska stebrna bazilika s tlorisom v obliki latinskega križa, ki je bila posvečena leta 1089. Romanska stavba je zasnovana v gotskem slogu s širokim zahodnim stolpom z zahodnim portalom (12.-15. stoletje), nizi stranskih kapel (15. stoletje) in predvsem neogotskim zvonikom, ki je bil postavljen šele v 19. stoletju. Cerkvena oprema iz obdobja romanike in gotike je ohranjena le ponekod, medtem ko se obdobja notranje opreme baroka, klasicizma in neogotike prekrivajo. Poseben romarski cilj na Schwabenwegu (Jakobsweg) je romanska Mavricijeva rotunda z umetniško zgodovinsko pomembno strukturo Svetega groba iz obdobja zgodnje gotike. Kot najvišja stavba v zgodovinskem starem mestnem jedru še vedno zaznamuje mestno pokrajino s svojim značilnim obrisom.

## Mere
- Stolp: višina do vrha 78 m, višina do ploščadi 40 m;
- Stavba: dolžina 63,7 m, širina 32 m, višina grebena 28 m
- Osrednja ladja: dolžina 40,9 m, širina 11,3 m, višina 17,3 m (do spodnjega roba oboka)
- Severna ladja: širina 6,4 m
- Južna ladja: širina 5,9 m
- Severni in južni kor: dolžina 10 m, širina 10,7 m
- Transept: dolžina 10,9 m, širina 10,8 m
- Glavni kor: dolžina 9,5 m, širina 10,4 m
- Kripta (dvorana s stebri): dolžina cca 7,8 m, širina cca 7,7/6,8 m
- Konradijeva kapela: dolžina 6,6 m, širina 4,8 m
- Mavricijeva rotunda: premer 11,3 m

## Zgodovina

### Antika in zgodnji srednji vek
Münsterhügel je najvišja vzpetina v današnjem mestnem območju Konstance južno od Seerheina, približno 6-7 m nad gladino Bodenskega jezera. Za razliko od danes je ta hrib v prazgodovini tvoril ozek jezik zemlje, dostopen le z juga, obdan z vodnimi telesi in močvirji na zahodu. (Šele med visoko srednjeveškimi in novoveškimi poselitvenimi prizadevanji je območje, na katerem je bilo mogoče zidati, zraslo skozi odlagališče.) Kelti so se tu naselili že leta 120 pr. n. št. V 3. in 4. stoletju so Rimljani po umiku iz zgornjegermansko-retijskega Limesa na tem griču postavili več obrambnih sistemov, da bi zavarovali novo severno mejo cesarstva (Donava-Iller-Ren-Limes). Arheološke najdbe kažejo, da je najkasneje okoli leta 300 našega štetja obstajala zidana rimska utrdba – Constantia, poimenovana po cesarju Konstanciju Kloru (305 / 306). Od tu je bilo mogoče dobro raziskati vznožje Alp in območje okoli ustja Rena. Rimljani so mesto uporabljali kot pomorsko oporišče in ga s cestami povezovali z drugimi oporišči, kot so Tasgetium (Stein am Rhein), Brigantium (Bregenz) in Vitudurum (Winterthur). Domneva se, da je tu obstajalo rimsko civilno in vojaško naselje vsaj do rimskega vojaškega umika pozimi 401 / 402 in da je za njim ostalo že pokristjanjeno rimsko-keltsko mešano prebivalstvo, ki pa je bilo v naslednjih 200 letih razseljeno s še nepokristjanjem Alemani.
Konstanška škofija, ustanovljena okoli leta 585 / 590, je na tem griču zgradila svojo prvo škofovsko cerkev. Škofija na zahodnem Bodenskem jezeru je služila Frankovskemu cesarstvu kot osnova za pokristjanjevanje in politično podrejanje Alemanov. Mesto je moralo biti naseljeno v tem času in domneva se, da je prva cerkev, posvečena Devici Mariji, stala znotraj starodavnega obzidja rimske utrdbe. Opis življenja svetega Gala iz poznega 8. stoletja se jemlje kot znak, da je škofovska cerkev obstajala že leta 615. Vendar je bila Marienkirche prvič omenjena v listini leta 780. Le malo južneje je bila starejša rimska bazilika svetega Štefana, ki je tudi omenjena tudi v Gallusvita in so jo verjetno uporabljali Franki kot župnijsko cerkev, vendar ni bila izbrana za škofovsko cerkev. V zgodnjem srednjem veku so se severno od stolnega okrožja naselili ribiči, obrtniki in ministeriali škofovskega dvora in tako ustanovili danes najstarejše mestno okrožje Niederburg. Okoli cerkve se je počasi razraščalo naselje, ki pa se je v večjem obsegu razvilo šele v visokem srednjem veku.

### Karolinško in otonsko obdobje
V prvi polovici 9. stoletja je bila za škofovsko cerkev verjetno zgrajena karolinška novogradnja. Morda je šlo za triladijsko baziliko brez transepta s triceličnim korom in ravnim zaključkom. (Ta trditev v bistvu temelji na domnevi, da je po vzoru te stavbe v Konstanci nastala prva samostanska cerkev knežjega samostana St. Gallen.)  Okrog sredine 9. ali začetka 10. stoletja je bila izkopana kripta in kasneje razširjena, domnevno za kosti katakombnega svetnika Pelagija, v katero sta stolnica in škofija prejeli drugega zavetnika. (Pelagijeve cerkve še vedno najdemo po vsej nekdanji škofiji.) Vplivnemu škofu Salomonu III. (mandat 890-919) običajno pripisujejo gradnjo kripte in palače, ki je stala južno od cerkve in je služila kot bivališče škofom in potujočim kraljem.
V 10. stoletju se je škofovska oblast močno razširila: škof Konrad I. (934-975) je dal konstanške cerkve prilagoditi po vzoru petih papeških patriarhalnih bazilik; nastal naj bi drugi Rim. Okoli škofovske cerkve je nastal krog župnijskih cerkva, ki so bile tako kot: Santa Maria Maggiore posvečena Devici Mariji: sv. Janez in der Niederburg (podobna kot Bazilika svetega Janeza v Lateranu), sv. Lovrenc (San Lorenzo fuori le mura) , sv. Pavla pred obzidjem (San Paolo fuori le Mura) in - kot bazilika sv. Petra v manjšem obsegu - samostanska cerkev opatije Petershausen, ki jo je ustanovil njegov nečak in naslednik Gebhard II. (979-995). Konrad je dal zgraditi tudi Mavricijevo rotondo severovzhodno od Münstra, poenostavljeno repliko jeruzalemske cerkve Božjega groba, in jo posvetil ostonskemu svetniku Mavriciju. (V 12. stoletju sta bila Konrad in Gebhard med drugim kanonizirana zaradi cerkvenih temeljev; Konrad je bil celo imenovan za drugega zavetnika Münstra in škofije.)
Konradova in Gebhardova cerkvena poslopja sta po eni strani izkazovala notranji cerkveni pomen po površini največje škofije v cesarstvu, ki je segala od Stuttgarta do Berna, po drugi strani pa sta izkazovala tudi lojalnost vladajočim Otonom in njihovi ideji o Translatio imperii: otonski cesarji so trdili, da so nasledniki rimskih cesarjev, zato je bilo škofovsko mesto ob Bodenskem jezeru, zvesto cesarju, do neke mere drugi Rimu, ki je to trditev uveljavil v sakralnih stavbah. Pod politično vplivno cerkveno pokrajino Mainz je spadala tudi škofija Konstanca, katere nadškofje so v zgodnjem srednjem veku kronali nemške kralje. Škofovski sedež je imel impresivno knjižnico (Knjižnica stolnice Constance) in stolno šolo ter je skupaj s samostanom St. Gallen (ustanovljen 612/719) in samostanom Reichenau (724) predstavljal pomembno središče zgodnjesrednjeveške duhovne krajine na Bodensko jezero

### Lambertova stavba leta 1000
Najstarejši nadzemni gradbeni ostanki Münstra segajo okoli leta 1000. Ta faza gradnje pod škofom Lambertom (995?–1018) velja tudi za najpomembnejšo romansko sakralno stavbo v jugozahodni Nemčiji, deloma zato, ker je bila neposredni vzor za monumentalno cerkev sv. Petra in Pavla v samostanu Hirsau. Vzhodni del karolinškega müstra so pod Lambertom razširili s transeptom in korom v obliki latinskega križa, ladja pa je v bistvu ostala enaka. Levo in desno od križišča sta bila ustvarjena kvadratna sveta prostora (Thomaschor in Mariä-End-Chorus).

### Propad in novogradnja (Rumoldbau) iz leta 1054
Ladja karolinške bazilike se je leta 1052 iz neznanih razlogov zrušila. Ta dogodek je dokumentiran le v sodobni kroniki reichenauskega meniha Hermanna Hromega, ki je jedrnato zapisal: »Constantiae basilica S. Mariae corruit« (Konstanška Mariijina bazilika propadla). Morda je bilo posledica potresa ali preprosto zaradi slabega stanja.
Nova gradnja se je začela takoj: od leta 1054 sta škof Rumold von Konstanz (1051-1069) in Oton I. (1071-1080) zgradila novo ladjo, spet s tremi ladjami, v katero je bila prevzeta malo poškodovana transepta Lambertovega poslopja. Gradbena dela so potekala počasi, saj so bili v investiturni boj vpleteni konstanški škofje, kar je vzelo čas in energijo. Končno je leta 1089 škof Gebhard III. von Zähringen (1084-1110) novozgrajeno stolno cerkev posvetil.
Tako imenovani Rumoldbau ni imela stolpov. Kraki transepta so bili dvignjeni v primerjavi z Lambertovo stavbo in imajo zdaj enako višino slemena kot ladja. Vrste stebrov s preprostimi osmerokotnimi kapiteli zaznamujejo stavbo vse do danes. Škof Rumold, prej kanonik v Goslarju, je obliko verjetno prinesel s seboj iz tamkajšnje Goslarske stolnice. Tik pod stropom je po prostoru potekal perspektivni vijugasti pas, kar je značilno tudi za reichenausko cerkev sv. Jurija in Goldbacher Sylvesterkapelle. Med letoma 1154 in 1236 so ponovno dvignili stenske krone in postavili novo strešno ogrodje in raven lesen strop, poslikan z verskimi motivi, od katerih se je danes ohranila le ena deska.

### Katedralni grič v srednjem veku
Že v zgodnjem srednjem veku je bil stolni grič mesta Konstanca središče duhovnega življenja, ki je segalo daleč izven regije, medtem ko bi meščansko naselje komajda moglo biti večje od vasi. V neposredni bližini škofije se je naselilo dober ducat samostanov, za benediktinci v St. Gallenu (719) in Reichenau (724) ter v Petershausnu (983) in Schottenkloster im Paradies (1124) avguštinski kanoniki iz samostana Kreuzlingen (1124), dominikanci (1236), frančiškani (1240), klarise (okoli 1250), avguštinci (1266), dominikanci (1265) in druge verske skupnosti. Poleg tega je bilo škofovsko mesto upravni sedež posvetne gospoščine (Hochstift Konstanz), od katere se je mesto v 13. stoletju v veliki meri osamosvojilo. Leta 1237 je Konstanca postala svobodno cesarsko mesto; Leta 1308 je mesto prvič izvolilo svojega župana - močan izraz neodvisnosti od cerkvenega kneza. Moč škofov pa se je zrušila v odnosu do mesta in v cesarstvu. Notranji prepiri so pretresli škofijo, ko sta se na primer po smrti škofa Heinricha von Klingenberga za funkcijo potegovala dva izvoljena škofa. Od okoli leta 1320 do koncila so gradbena dela na Münstru napredovala le počasi.
Stolni grič je bil že od 10. stoletja utrjen z obzidjem, in se je razširil v majhno, reprezentativno bivališče. Južno od münstra je bilo »duhovno mesto« s škofovsko palačo, palačno kapelo sv. Petra, bailiwickom in advocatus  škofije v Konstanci. (Te stavbe so bile večinoma izgubljene v začetku 19. stoletja.) Trg pred cerkvijo je služil kot pokopališče. Glavna mestna prometna žila je potekala v smeri sever-jug čez trg pred Münstrom – med Renskim mostom, zgrajenim okoli leta 1200 in meščanskim mestom, ki se postopoma pojavlja južno od stolnega okrožja s trgom pri župnijski cerkvi svetega Štefana. V poznem srednjem veku in zgodnjem novem veku sta bila zgornja in spodnja stolna trga še vedno pod škofovsko jurisdikcijo, tudi potem, ko je mesto že zdavnaj upravljal meščanski svet.
Severno od Münstra so bile kapiteljska dvorana stolnega kapitlja, knjižnica in pomožni prostori ter tako imenovani Stauf (pogorel leta 1824), ki je služil kot točilnica in skladišče. V bližini je živelo in delovalo okoli 20 kanonikov, kaplanov, stolnični predstojnik in druga duhovščina. Obstajala je tudi stolna šola, ki je vzgajala naslednjo generacijo. V zgodnjem srednjem veku je stolna duhovščina tvorila samostansko skupnost, ki je živela skupaj na majhnem prostoru in vsak dan skupaj opravljala maše in molitve. V 12. stoletju se je skupnostno življenje kanonikov razpustilo. Začeli so kupovati lastne hiše, ki so bile razporejene v polkrogu okoli pokopališča in po okrožju Niederburg, pomešane s hišami cehovskih članov in bogatih meščanskih patricijev, ki so iskali bližino klerikalnega višjega sloja.

### Gradnja stolpa in vstop v gotiko
V majhni naselbini, ki je obstajala v 11. stoletju ob izlivu Rena, je v veliki meri prevladovala mogočna stolnica, čeprav v romanski obliki še vedno ni imela stolpov. Okoli leta 1100 se je začela gradnja fasade dvojnega stolpa. Najbrž sta bila že od začetka načrtovana dva stolpa, za katera so bile morda navdih številne cerkvene stavbe v Evropi. Leta 1128 se je dokončan severni stolp, »lep in drag gloggenturm« (škofijska kronika), podrl v dve spodnji etaži in ga je bilo treba na novo zgraditi. Južni stolp je bil dokončan šele leta 1378, dobrih tristo let po začetku gradnje severnega stolpa. Oba stolpa sta imela koničasti strehi iz svinčenih plošč.
Nad križiščem je bil zgrajen še en stolp, ki so ga začeli najpozneje okoli leta 1200. V zgornjem delu je bil dvigajoč se od podnožja morda kvadraten ali po vzoru Speyerske stolnice osmerokoten. 15. septembra 1299 je požar uničil »köstlich glockhuss vff dem Münster Crütz« (prehodni stolp) »vnd darin dry glocken vnd das Tach am Münster« (zvonove), ne pa tudi same strehe stolnice. Prečni stolp je zamenjal preprost strešni stolp, ki je bil do danes večkrat obnovljen.
Potem ko so ladja in oltarni prostori dobili trajno obliko in gradnja stolpa ni napredovala prav dobro, so kasnejši škofje svoje gradbene ukrepe preusmerili na posodobitev stolnice v gotskem slogu, ki je v poznem času prodrl na območje Bodenskega jezera. 13. stoletje. Že leta 1260 je v Mavricijevi rotondi nastal filigranski Sveti grob. Živahna gradbena dejavnost v novem slogu se je začela okoli leta 1300 s postavitvijo samostanskega trga na severni strani cerkve. Samostan in obnove kapele Konradi in Mauritius so del obsežnih gradbenih ukrepov pod škofom Heinrichom II. von Klingenbergom (1293–1306). Zgodile so se po reformni odločitvi stolnega kapitlja leta 1294, ki naj bi končala neodločnost škofije in propad oblasti. Zlasti stavbe so pokazale obnovljeno zavest o konkurenci v zvezi z izvzetim samostanom Salem, ki je pravkar začel graditi novo cerkev (Salem Münster) kot del svoje naraščajoče velikosti in pomena. Po ponovnih sporih o škofovskem sedežu in dvojnih volitvah leta 1306 je bil križni hodnik dokončan šele leta 1320, kar se je odrazilo v slogovnem prelomu med južnim in novejšim vzhodnim krilom.

### Münster kot cerkev za koncil
Od leta 1414 do 1418 je škofija gostila koncil v Konstanci, največji srednjeveški kongres severno od Alp. Začasno so v mestu prebivali papež Janez XXIII. (Protipapež), kralj Sigismund Luksemburški, številni kardinali, nadškofje in škofje s tisoči služabnikov, veleposlaniki sodelujočih narodov, pa tudi učenjaki, teologi, trgovci, obrtniki – in nenazadnje prostitutke – iz vse Evrope.
Stolnica je bila uradno prizorišče 45 sej generalnega sveta in generalnih kongregacij ter večjih liturgičnih slovesnosti. (Sodobna upodobitev iz koncilske kronike Ulricha Richentala prikazuje tribunaste lesene klopi, izdelane posebej za zasedanja.) Med potekom koncila je bilo v Münstru pridiganih okoli 200 pridig, od katerih so bile nekatere povezane s cerkveno politiko. Po prihodu na božični večer 1414 je kralj pri božični maši prebral evangelij – s cesarsko krono na glavi in izvlečenim mečem, kar je odražalo njegovo samopodobo kot vrhovnega vladarja sveta. Tu je bila 6. julija 1415 na 15. občnem zboru po burni razpravi izrečena smrtna obsodba češkemu reformnemu teologu Janu Husu, ki je bil isti dan sežgan na grmadi zunaj mesta.
Medtem ko so v mestni Kaufhaus – trgovski hiši in skladišču (sedaj se imenujejo stavba sveta) potekala volitev novega papeža Martina V., ki je končala zahodni razkol, je v stolnici potekalo njegovo duhovniško in škofovsko posvečenje, 21. novembra 1417 pa ustoličenje, na tribuni na Münstervorplatzu. Nagrobni spomenik pred stopnicami do visokega kora, ki so ga izdelali angleški obrtniki, spominja tudi na škofa Roberta Halluma iz Salisburyja, ki je umrl med koncilom leta 1417 in je tu pokopan.

### Poznogotska obnova 1420–1520
Svet je škofiji omogočil začasen gospodarski vzpon, tako da je bilo od leta 1423 dalje na stolnici veliko gradbenih del, ki so trajala dobro stoletje in je stolnici v bistvu dala današnjo podobo. Še posebej navdušen nad gradnjo je bil škof Oton III. von Hachberg (1410-1434). Kritični sodobniki poročajo, da je imel tako »vyl lust und love gehapt ze buwen«, da je škofijo pahnil v velike dolgove.
Prvič, romanska notranjost münstra je dobila novo različico v poznogotskem slogu: stranske ladje, spodnja zakristija, Thomaschor, južni transept in svetišče so med letoma 1423 in 1453 dobili poznogotske rebraste oboke in okna s krogovičjem. Vzhodna stena visokega kora je bila predrta in opremljena s tremi visokimi šiljastimi okni, ki predstavljajo sv. Trojico. Prenovljena je bila tudi južna fasada transepta, da bi ustrezno predstavljala prenovljeno stolnico proti mestu. "Schnegg" je nastal v Thomaschorju, samostoječem, šesterokotnem stopniščnem stolpu iz peščenjaka z izjemno filigransko arhitekturo in figuralnimi skulpturami, iz katerih se vidijo spretnosti, a tudi meje sodobnih konstanških kiparjev in inženirjev.
Že sredi 14. stoletja naj bi bila pri Münstru stalna gradbena koča.  V bolje dokumentiranem obdobju okoli leta 1500 je v stavbah konstanške stolnice redno zaposlovalo od 20 do 30 kamnosekov, ki so bili v živahnem stiku z gradbenimi deli v Speyerju, Koblenzu, Salemu, Strasbourgu, Bebenhausnu in u. Stavbe med letoma 1453 in 1526 so bile dodeljene trem mojstrom, čeprav dela iz tega obdobja ni mogoče pripisati samo tem upraviteljem delavnic - za izvedbo so bili odgovorni pogosto menjajoči se obrtniki; Stolni kapitelj je določal vsebino teoloških likovnih programov.
Prvi od teh treh "velikih" mojstrov je Vincenz Ensinger (dejaven 1453-1489), sin Matthäusa Ensingerja. Stolnično knjižnico je dal preurediti v kapiteljsko dvorano v zgornjem nadstropju in ustvaril vrsto kapel na južni ladji (1465-1485). Ensinger je tudi naročil priznanemu strasbourškemu kiparju Niclasu Gerhaertu van Leydnu, da preuredi kor. Vendar je Gerhaert izdelal samo eno oltarno sliko; do zahtevanih kornih klopi ni prišlo, ker je Leydener odšel, ne da bi karkoli dosegel po sporu o zahtevah po plačah. Delo je prevzel domačin Simon Haider. Haider, ki je bil sam le mizar, je v ta namen zaposlil rezbarje, ki so verjetno izdelali tudi slikovne panoje na vratih zahodnega portala. Gerhaertova oltarna slika je bila uničena v obdobju reformacije, vendar je do te točke služila kot lahko dostopen, izjemen predmet študija južnonemških rezbarjev.
Okrasno velško kapelo na severnem stolpu je zgradil delovodja Lux Böblinger (dejaven 1490-1502), brat Matthäusa Böblingerja. Böblinger je v imenu škofa Huga von Hohenlandenberga leta 1497 položil temeljni kamen za osrednji stolp, ki naj bi dopolnjeval fasado monumentalnega zahodnega stolpa po vzoru strasbourške stolnice. Da bi nosila težo te fasade, sta bila na levi in desni strani portala zgrajena dva monumentalna opornika. Njegov naslednik Lorenz Reder iz Speyerja (dejaven 1505-1526), prej delovodja v Überlinger Münster, je dokončal osrednji stolp do višine dveh obstoječih stolpov. Tako kot oba stranska stolpa naj bi imela koničasto streho iz svinčenih plošč.
21. oktobra 1511 je požar uničil strehe in zvonik treh stolpov ter orgle. Cerkev je obnovo financirala z odpustki, ki so jih prodali meščanom Konstance. Od leta 1512 do 1526 so obstoječe stolpe najprej popravili, na severnem in južnem stolpu pa so postavili obokane kupole s krogovičjem. Med obema je bila lesena soba stolpnega stražarja. Wächterhäussle je bila nenehno zasedena, stroške pa sta si delila mesto in kanonik. Popolnoma so bile prezidane tudi impozantne nove orgle (1515-1523) ter galerija orgel (1516-1518) in obok veže (1518). Takoj po požaru je konferenca talilnih mojstrov iz bližnjih velikih cerkva priporočila gradnjo osrednjega stolpa v slogu Freiburškega münstra; ni bil nikoli izveden, ker je mesto vse bolj prihajalo pod vpliv reformacije in so vsa gradbena dela na zamrla.

### Ikonoklazem in protireformacija
V začetku 16. stoletja se je reformacija najprej razširila v cesarska mesta. V Konstanci leta 1518, nekaj mesecev po 95 tezah Martina Lutra, so se pojavili prvi reformacijski pridigarji, verjetno najvplivnejši je bil Ambrosius Blarer. Mestni svet je izkoristil priložnost, da odstavi škofa Huga von Hohenlandenberga, ki si je že leta prizadeval ponovno vzpostaviti svoje posvetne privilegije v mestu. Zaradi protesta je škof novembra 1526 zapustil mesto in se preselil v Meersburg, stolni kapitelj se je preselil v Überlingen in leta 1542 v Radolfzell. Inventar in stolnični zaklad, kolikor ga duhovščina ni mogla vzeti s seboj, je mestni svet prevzel v upravljanje. konoklazem je v Konstanci potekal zelo urejeno: dragocena relikviarna svetišča, slike, kipe, oblačila, preproge in druge uporabne umetnine iz škofije je mestna blagajna zaplenila in jih postopoma dala pretopiti ali prodati z dobičkom. Relikvije, vključno s kostmi škofijskih svetnikov Konrada in Pelagija ter kosti svetega Gebharda, ki jih hranijo v samostanu Petershausen, so vrgli v Ren. Več kot 60 oltarjev in skoraj celoten inventar je bilo nepovratno izgubljenih. Münster je postal protestantska župnijska cerkev pod občinskim nadzorom, a je tako ostal le približno dve desetletji.
Avgusta 1548 je cesar Karel V. prisilil Konstanco – kot zadnje južnonemško mesto Šmalkaldenske zveze – k ponovni katolizaciji z vojaško silo. Konstanca je izgubila cesarsko svobodo in je bila priključena Zahodni Avstriji. Kanoniki so se vrnili in zahtevali, da mesto vrne njihovo premoženje in hiše. Novi škof Christoph Metzler von Andelberg se je na prošnjo mesta 11. maja 1551 vrnil v Konstanco, kjer so ga sprejeli precej hladno, da bi 13. maja ponovno posvetil Münster v stari veri; vendar naj bi Meersburg ostal škofovska rezidenca, dokler škofija ni bila razpuščena.
V obdobju, ki je sledilo, je bilo treba ponovno nabaviti celotno opremo. Nekatere oltarje, zvonove in orgle so obnovili na stroške mesta. Finančna sredstva škofije niso bila dovolj izdatna, da bi omogočila obsežne gradbene projekte. Donacije so izhajale predvsem iz bogatih meščanov ali iz zasebnega premoženja samih aristokratskih kanonikov.Da bi v času protireformacije trajno zavarovali katoliško vero, so okoli leta 1600 v škofijo pripeljali jezuite. V demonstracijski bližini Münstra so postavili Kristusovo cerkev (danes starokatoliško cerkev) in ob njej odprli šolo, današnjo gimnazijo Heinrich-Suso-Gymnasium. Na prigovarjanje jezuitov je bila leta 1609 v Münstru škofijska sinoda za reformo škofije. Protireformatorji so bili tudi umetniško dejavni: srednjeveški poslikan lesen strop v osrednji ladji je dal mesto novemu oboku (1679–1683) pod vodstvom jezuitskega arhitekta Heinricha Mayerja; stranski kori so dobili monumentalne baročne oltarje. Vendar obsežnejših preobrazb v rimskem »jezuitskem slogu« ni bilo mogoče financirati.

### Klasicizem leta 1775
Šele proti koncu 18. stoletja so v Münstru, zdaj v slogu francoskega klasicizma, potekala nadaljnja gradbena dela. Zaželeni gradbeni mojster palače in cerkve, Pierre Michel d'Ixnard, ki mu je Salemski samostan pred kratkim naročil opremiti cerkev, je zasnoval nov visoki oltar (1774) za Konstanški Münster in celotno zasnovo transeptov, križnega kvadrata v novem starinskem slogu.
Za izvedbo sta bila odgovorna njegova uslužbenca Josef Ferdinand Bickel in Carlo Luca Pozzi iz družine Pozzi, štukaturjev iz Ticina. Novi veliki oltar se je približal vzhodni steni, katere okna so bila zazidana v spodnji tretjini. Tri korne niše in križni kvadrat so dobili kasetirane stropove z delno pozlato, stene so bile okrašene v enotnim štuko marmorjem. Ta klasicistični dizajn ni ostal brez polemik. V 19. stoletju je bila neoklasična prenova gotsko-germanske arhitekture odločno zavrnjena. Danes po drugi strani v veliki meri velja za primerno reinterpretacijo izvirne romansko-gotske prostorske oblike, ki so jo d'Ixnardovi pomočniki dosegli tudi v Salemskem Münstru.

### Sekularizacija in razpustitev škofije
S sekularizacijo se je začelo propadanje škofije. Avstrija je že leta 1795 zaplenila pomemben del stolne blagajne, da bi financirala koalicijske vojne proti Franciji. Konstanška škofija, posvetna ozemeljska last knezov-škofov, je bila leta 1802 zaplenjena in je pripadla badenski markgrofiji, tako kot nekaj let pozneje mesto Konstanca. Sakralni objekti in stolna zakladnica škofije so bili tako tudi last Badna. Škofov duhovni vpliv je trajal komaj dve desetletji: razsvetljeni teolog Ignaz Heinrich von Wessenberg, generalni vikar škofije od leta 1801 in pristaš jožefinizma, je bil leta 1817 po smrti škofa Karla Theodorja von Dalberga izvoljen za vikarja kapitlja. Papež Pij VII. je nasprotoval Wessenbergovim načrtom za nemško-katoliško nacionalno cerkev in ni priznal volitev. Papež je brez odlašanja razpustil škofijo v Konstanci in ustanovil Freiburško nadškofijo. Pod zaščito državne vlade je Wessenberg nadaljeval svoje delo, dokler leta 1827 ni bila nova škofija končno zasedena. Njegova hiša je bila skoraj ravno nasproti Münstra; Leta 1860 je mesto dalo pokopati svojega častnega meščana v severnem hodniku.
Od leta 1821 je bil Münster le preprosta katoliška župnijska cerkev. Stara župnijska cerkev za Niederburg, St. Johann, je bila zaprta. S cerkvijo svetega Štefana je Münster preživel val profanacije in rušenja, ki je prevzel večino cerkva v Konstanci. Vendar pa je velik del stolnega okrožja v prvi tretjini 19. stoletja postal žrtev požarov in rušitvenih ukrepov: leta 1824 je uničujoč požar uničil staro stanovanjsko naselje kanonikov, »Stauf« in del samostana. 900 let staro škofovsko palačo južno od Münstra, ki je bila nenaseljena že od reformacije, je bila porušena in na njej leta 1830 postavljena klasična družabna hiša Muzejskega društva v Konstanci, ki danes služi kot župnišče.

### Regotizacija in dokončanje stolpa okoli leta 1850
Okoli sredine 19. stoletja je v Badnu prevladala ideja o ohranjanju spomenikov, kar je kmalu prizadelo tudi Konstanški Münster – »enega najveličastnejših spomenikov gotske arhitekture, ki je eden najlepših svojega časa«, kot je zapisalo gradbeno poročilo sodobnega arhitekta. Leta 1844 je Leopold von Baden odobril obnovo. Zunanjost stavbe je bila obnovljena med letoma 1846 in 1860 pod nadzorom direktorja stavbe Heinricha Hübscha. Gradbeni ukrepi so vključevali obsežno regotizacijo cerkve. V 19. stoletju se je zdelo, da je gotika lasten arhitekturni slog nemškega naroda, zato je bilo treba Münster povrniti v stanje, v katerem je bila, preden je bila barokizirana.
Tako kot pri mnogih drugih nemških stavbah je bilo tudi tu treba poustvariti domoljubno pretirano idealno situacijo, ki v zgodovini na ta način nikoli ni obstajala. Pri obnovi je bilo poškodovano ogrodje na zahodni fronti poenostavljeno; V letih 1854 in 1857 sta bila obnovljena tudi severni in južni portal. Mešanica slogov fasade, ki se je čutila kot "nečista", je bila poenotena po neogotskih zamislih in dodana še danes obstoječ strešni stolp. Samo zahvaljujoč protestom župnika neoklasicistični kor ni bil obnovljen. Vendar pa so bila okna kora, ki jih je zazidal d'Ixnard, ponovno odprta.
Najbolj drastičen poseg se je začel leta 1850: osmerokotni stolp s preluknjano kapo je trajno spremenil podobo cerkve. Poznogotske kupole s krogovičjem nad stolpoma, ki ju je Hübsch poimenoval »sirni zvonovi«, ki so bili priljubljeni med prebivalstvom, ter piramidalna streha stražarnice so zmotili okus direktorja stavbe. Sprva je bil načrtovan enonadstropni osmerokotnik s preprosto kupolo, ki je subtilno temeljila na obstoječih stolpnih kupolah; druga zasnova, ki je bila dokončno izvedena, je osmerokotnik dvignila na dve nadstropji in ga okronala z odprtim krogovičjem. Neposreden primer je zvonik Freiburške Münstra. (Hübsch ni poznal zasnove osrednjega stolpa poznosrednjeveškega gradbenega mojstra Lorenza Rederja.) Načrtovali so brez dvojnih stolpov, ki sta bila prvotno načrtovana v srednjem veku – ali iz estetskih ali finančnih razlogov, ni znano.
27. julija 1853 je bil končni finale na mestu; kupole so padle naslednje leto. 78 metrov visoka stolpna fiala je zapečatila gotizacijo salijsko baziliko. Dodatek, ki je z vidika današnjih naravovarstvenikov vprašljiv, se je tudi urbanistično izkazal za genialno, saj je mestnemu jedru dal prepoznavno znamenitost, ki je bila vidna že od daleč.

### Obnove 1880–1935
Notranjost cerkve je morala na neogotsko obnovo čakati več desetletij. Leta 1879 je August Essenwein, direktor Germanisches Museuma, priporočil obnovo srednjeveškega lesenega stropa, za katerega bi moral popustiti baročni obok. Načrt ni bil uresničen; namesto tega so bile med letoma 1881 in 1887 pod vodstvom gradbenega inšpektorja Bära v imitaciji srednjeveškega slikarstva poslikane stranske ladje in Mavricijjeva rotunda, ki so jo sodobniki kritizirali kot "naključno". Steklena okna in mozaična tla je leta 1880 oblikoval profesor Alexander Linnemann iz Frankfurta. Dokumente o tem se najde v Linnemannovem arhivu. Neogotska oprema v večini stranskih kapel je iz let 1910 do 1914.
V letih 1922-1923 je sledila še ena obnova notranjosti cerkve ob 800. obletnici kanonizacije škofa Konrada: gotska okna so bila popolnoma zaprta, dekoracija je bila dopolnjena s štukaturami in ornamenti ter integrirana v zdaj enotno klasično prostorsko lupino; umetniška delavnica Victor Mezgers je bila odgovorna za izvedbo po načrtu vodje lokacije Paula Motza. Po gradbenih inšpekcijah so bile obnovljene barvne poslikave v kripti, Konradijevi kapeli in različnih grobnicah. V 1930-ih so popravila izvajali na zunanji strani, večinoma z umetnim kamnom, betonom in bitumnom; Peščenjaka iz Švice po letu 1933 iz političnih razlogov ni bilo več mogoče uporabljati. Tedaj uporabljene metode popravil – nekatere so bile eksperimentalne – se danes izkažejo za problematične, saj se pod takrat izdelanimi tesnili nabira voda in povzroča nadaljnjo škodo.

### Od povojnega časa do danes
17. januarja 1958 je papež Pij XII. z apostolskim pismom Venusta quidem cerkev  povzdignil v status manjše bazilike.
Leta 1962 se je začela še ena obsežna prenova Münstra. Predvsem peščenjak trpi zaradi onesnaževal okolja, tako da je treba kamen nenehno popravljati ali nadomeščati s kopijami. Dodatno škodo povzroča tudi umetni kamen iz 1930-ih. Od leta 1968 obstaja stalna Münsterbauhütte pod nadzorom državnega premoženja in gradbenega urada Konstance. Šest do osem kamnosekov se ukvarja skoraj izključno z vzdrževanjem in popravilom. Za obnovo in vzdrževanje je bilo od 1960-ih porabljenih okoli 30 milijonov evrov. V letih 1974-1975 je bila kripta obnovljena.
Od leta 1979 do 1988 je bila obnovljena Welserjeva kapela v severozahodnem vogalu; prvotno stanje pred obnovo iz 19. stoletja in tam, kjer to ni bilo mogoče, so vgradili sodobne figure bruhalnikov. Strukturni pregled stolpov leta 1985 je pokazal, da so zgornja nadstropja tako potrebna prenove, da površinski ukrepi niso vedno zadostovali. Namesto tega je bil zvonik na severnem stolpu od leta 1991 do 1996 popolnoma odstranjen in identično zgrajen iz zdravega peščenjaka; na južnem stolpu so zadostovala popravila. Uporabljeni peščenjak prihaja iz Rorschacha, kot je bil med gradnjo, in v zadnjem času iz Züriškega jezera. Od leta 1998 do 2001 sta sledila neogotski osmerokotnik in zvonik. Hkrati je bila obsežno sanirana celotna zahodna fasada. V letu 2005 so bila dela na sistemu stolpov v veliki meri zaključena; obnove na severni in južni fasadi še čakajo.
Današnja župnija šteje približno 3000 vernikov. Edini konstanški samostan, ki je preživel reformacijo in sekularizacijo, je dominikanski samostan v Zoffingenu v Brückengasse (ustanovljen leta 1257). Največji letni praznik, ki ga praznujejo v župniji, je Konradifest 26. novembra v čast sv. Konrada, na katerem je gost škof ali opat škofije Freiburg im Breisgau ali sosednjih škofij. Marijin patronat se praznuje 8. septembra (Marijino rojstvo). Münster je odprt za obiskovalce vse leto; stolpna ploščad je dostopna od velike noči do konca oktobra. Poleg katoliških bogoslužij potekajo tudi redni koncerti.

## Arhitektura in oprema
Konstanški Münster je triladijska bazilika s transeptom in triceličnim korom. Dejanska stavba s svojo preprosto kubaturo je nedvomno romanska, na vseh straneh pa naneseni vzorci in visoka obokana okna pričajo o poznosrednjeveški volji, da se cerkev prilagodi velikim gotskim škofovskim cerkvam. Zahodno stran proti Münsterplatzu, kot dejansko vidno stran cerkve, zaznamujeta masivna štorasta dvojna stolpa, katerih vzorci dajejo filigransko strukturo. Z južne strani se je cerkev v 19. stoletju predstavila z bolj dekorativne strani z dodelanim stranskim portalom, danes pa o njeni reprezentativni funkciji priča le zgodnjegotska južna stena transepta. Na vzhodu so na zunanji steni severnega kora Mavricijeva rotunda, kapiteljska dvorana in Margaretina kapela, ki jih povezujejo ostanki nekdanjega križnega hodnika.

### Ladja
Prekrivanje različnih obdobij gradnje je še posebej vidno v ladji. Vrsta stebrov levo in desno od ladje je nedvomno romanska in izvirajo iz obdobja Rumoldove gradnje po letu 1054. Skupno šestnajst stebrov na vsaki strani podpira polkrožne arkade. Imajo zmogljive, preprosto obdelane kapitele z osmimi stranmi (verjetno po modelih v Goslarski stolnici) in baze. Vsak steber je izdelan iz enega samega bloka Rorschachovega peščenjaka. Ozka, visoka ladja ustvarja optično vlečenje globine proti oltarju, ki ga široki okrogli loki delijo na odmerjene ritme. Zadnji okrogli lok uokvirja vzpenjajočo se zaporedje strogih kock križišča in visokega kora (apside).
Baročni rebrasti obok (1679/80), ki prekriva svetlobno nadstropje in se umetelno prepleta v prostorsko enoto. Čeprav obok uspeva na bolj teatralnem občutku za prostor kot v strogih, odmerjenih vrstah stebrov, se harmonično zlije v celoten prostor. Obočna rebra nadaljujejo poznogotske oboke stranskih ladij in kora, ne da bi motili zaporedje travej ladje. Na svetlobnem nadstropju na levi strani ladje je še vedno viden podboj, skozi katerega je bilo nekoč mogoče vstopiti do orgel.
Balustrada galerije orgel, ki jo je zasnoval Lorenz Reder, prepleta kiparske oblike iz gotskega in renesančnega obdobja. V oboku pod galerijo je posmrtna slika pomožnega škofa Georga Sigismunda Millerja († 1686). Dvodelna slika je avtorja Johanna Christopha Storerja in je datirana v leto 1659 - škof je zato določil njene posledice še za časa njegovega življenja. Na vrhu oboka je podoba Boga Očeta z dvema puttoma, ki držita zvitek. Slika na levi prikazuje motiv vanitas: okostje v škofovih regalijah kaže na viteza v polnem oklepu, ki drži grb pomožnega škofa. Poleg nje je v spandrelu podstavek z zatemnjenim soncem in transparentom »SOL OBSCURATUS EST« (»Sonce je zatemnjeno«) ter napisom v čast škofu.

### Trasept in visoki kor
Transept je razdeljen na tri dele: ločeno križišče, ki mu na vzhodu sledi glavni kor s klasicističnim visokim oltarjem, levo od križišča je Tomažev kor, desno pa Marijin kor. Križni kvadrat določa, značilno za romanske bazilike, mersko enoto velikosti sosednjih prostorskih enot (vezani sistem). Tla križišča in stranskih prostorov so v primerjavi s ladjo dvignjena za približno en meter, glavni kor pa za pet stopnic v primerjavi s križiščem.
Celoten strop kora in križišča je enotno klasično okrašen, v zlatu in belem marmorju pa so oblečene tudi stene visokega kora. Oba stranska kora sta prekrita z rebrastimi oboki z delno pozlačenimi kasetami. V severnem koru je obok zasnovan kot sedemkraka zvezda; v glavnem koru cvetlični rombi zapolnjujejo vretena gotskih koničastih obokov. Visoki kor je služil kot svetišče do drugega vatikanskega koncila. Neoklasicistični veliki oltar, ki ga je zasnoval d'Ixnard, še vedno stoji tam. Zadnja stena je bila brez oken, odkar so leta 1923 zaprli tri velika gotska vzhodna okna. Še vedno so vidne dimenzije prvotnih šilastih ločnih oken, skozi katera je svetloba vzhajajočega sonca padala neposredno v cerkev. Pred osrednjim oknom visi monumentalna oljna slika Franza Carla Stauderja, ki prikazuje Marijino vnebovzetje (1701). Sliko obkrožata monumentalna kipa cerkvenih zavetnikov Konrada in Pelagija.

### Stolp in zahodni portal
Zahodno stran cerkve določa mogočna fronta iz peščenjaka, ki sega skozi vhodni portal. Razdeljena je na severni, srednji in južni stolp. Severni in južni stolp (12.-14. stoletja) sta z okoliškimi venci razdeljena na štiri nadstropja. Pročelja stolpa so brez okrasa in imajo le ozke zareze; le v zgornjih nadstropjih, ki služijo kot zvonik, so zvočne odprtine okrašene s krogovičjem. Stolpa se v četrtem nadstropju zaključujeta s ploščadjo, na kateri stoji odprti osmerokotnik, ki se zliva v filigransko iglo zavojev (19. stoletje). Balustrado razgledne ploščadi na višini 40 m krasijo kamnite fiale. Osrednji stolp (okoli leta 1500) je na zahodni strani obkrožen z mogočnimi stopničastimi oporniki.
Dvoja vrata glavnega portala so okrašena z lesenimi rezbarijami. Vsaka od 4,05 m visokih vrat so razdeljena na deset slikovnih polj. Upodabljajo Jezusovo življenje v 20 postajah, začenši z Marijinim oznanjenjem v spodnjem levem kotu levih vrat, končajo s Kristusovim vnebohodom, binkošti in Marijino smrtjo v zgornjem desnem kotu desnih vrat. Nad obema vratoma sta na polkrožnih reliefih prikazana polovična portreta svetnikov Konrada (levo) in Pelagija (desno).

### Kripta
Kripta je najstarejši ohranjeni del stolnice. Njenega izvora ni mogoče natančno datirati. Verjetno je bila narejena za kosti sv. Pelagija, ki so bili sem vgrajeni morda že leta 850, vendar najkasneje leta 904.
Prvotno je bila kotna kripta hodnika, ki so jo kasneje razširili v dvoransko kripto. Primerljiva štiristebrna kripta je obstajala že pred letom 900 v sosednjem samostanu Reichenau in, morda kot model za oba, v knežjem samostanu St. Gallen. Iz najzgodnejše poznokarolinške gradbene faze izvirata dva predora z banjastimi oboki, ki sta verjetno vodila do stranskih ladij cerkve. V drugem koraku (po možnosti pod škofom Konradom) je bila zgrajena skoraj pravokotna obokana dvorana. Štiri od šestih stebrov triladijske dvorane krasijo okrasni kapiteli iz otonskega akanta; še dva, ena s figuralnimi skulpturami, sta bila zgrajena v 11. in 12. stoletju. Glavni kapitel je verjetno spolija iz južne Evrope.

### Mavricijeva rotunda
Mavricijeva rotunda ali kapela svetega groba je enonadstropna krožna kapela vzhodno od Münstra. Škof Konrad je dal zgraditi rotondo leta 940 po drugem romanju v Jeruzalem, prvotno kot samostoječo zgradbo vzhodno od stolnega kora. Po svoji obliki v manjšem obsegu posnema osrednjo zgradbo jeruzalemske cerkve Svetega groba, ki je obstajala pred letom 1009. Kapela je posvečena zavetniku sv. Mavriciju, ki so ga v zgodnjem srednjem veku častili kot zavetnika otonskih kraljev. Stavba torej velja za izjavo o politični lojalnosti škofa vladajoči družini Liudolfinger. Relikvije Mavricija so prišle v Konstanco iz samostana Reichenau prek augsburškega škofa Ulricha I. (923–973).
Majhna arhitektura Svetega groba (okoli 1260) je okrašena s kamnitimi rezbarijami v francoskem gotskem slogu. Ima izjemne skulpture, ki so bile prvotno pobarvane v barvah. Liki dvanajstih apostolov stojijo med konicami strešnega parapeta, ki so oblikovane v obliki trepalnic in prebodene s trilisti. Dvanajst figurativnih prizorov iz božične zgodbe je upodobljenih v višini oči okrog Svetega groba. Znotraj Svetega groba so trije prizori iz Kristusovega groba. Od leta 1552 v grobu stoji leseno svetišče, ki je verjetno nadomestilo srebrno svetišče, ki je bilo uničeno v času reformacije.

### Križni hodnik
Od dvonadstropnega križnega hodnika sta se ohranila le vzhodno in južno krilo. Povezuje Thomaschor, predprostor s kapelo Konradi, Mavricijevo rotundo in prizidke na vzhodnem krilu. V vzhodnem delu kompleksa je vinska klet, v pritličju kongregacijske dvorane, Silvestrova kapela in nekdanja stolna šola, v zgornjem nadstropju pa velika troladijska dvorana (prej dvorana knjižnice). Križni hodnik je nastal v zgodnjegotski gradbeni fazi med letoma 1294 in 1320, vmes pa je bila stilsko spremenjen: medtem ko ima starejše južno krilo enostavnejša dvojna okna s preprostimi motivi štirilistov, mlajše vzhodno krilo stremi k kompleksnemu, aditivnemu oblikovalskemu jeziku, ki se razlikuje od okna do okna in zanje je čas na območju Bodenskega jezera nov. Domneva se, da je škof Gerhard von Bevar pripeljal obrtnike iz svoje južne francoske domovine.
Zahodno in severno krilo samostana ter prizidan »Stauf«, kanonikova gostilna, je 11. novembra 1824 uničil požar. Rekonstrukcije ni bilo mogoče financirati. Pri prenovi gradu Gottlieben so bila ponovno uporabljena posamezna okna. Prav tako ni ohranjena majhna Oljska gora sredi samostanskega vrta. Tik ob njegovi prvotni lokaciji je podzemna kapela, posvečena sv. Barbari. Kapela, podarjena leta 1401, je zaradi slabe osvetljenosti težko dostopna in je bila redko uporabljena.